# Starfucker
Starfucker (a veces estilizado como STRFKR y, brevemente conocida como Pyramiddd) es una banda estadounidense de sonidos electrónicos, indie rock, etc., originaria de Portland, Oregón y formada en 2007. Comenzó inicialmente como un proyecto en solitario de Joshua Hodges.

## Historia
Los miembros incluyen a Joshua Hodges alias Sexton Blake (voz, teclados, guitarra, batería), Shawn Glassford (bajo, teclados, batería), Keil Corcoran (batería, teclados, voces), y Patrick Morris, exintegrante de Strength (guitarra, teclado y voz). Hodges describe el objetivo de la música de la banda como "música de baile que en realidad se puede escuchar, eso es buenas canciones pop, pero también se puede bailar con ella." [cita requerida]
Antes de formar Starfucker, Hodges lanzó un álbum en solitario titulado Sexton Blake y siguió con un álbum lanzado bajo el nombre de la banda "Sexton Blake" titulado "Plays The Hits!". Ambos álbumes fueron puestos en libertad el anulen los antecedentes .
Las voces de conferencias presentadas por Alan Watts se unió a la banda en 2007.
La canción de Starfucker "Rawnald Gregory Erickson the Second" ( 2008 ) fue utilizado en Target's comercial "Pink Pepto" en 2009 creado por la agencia de publicidad Portland Wieden + Kennedy y fue seleccionado como el AdWeeks anunciado el día 4 de septiembre de 2009
La banda, y el jugador en su mayoría bajo Shawn Glassford, ha llevado la ropa de las mujeres durante las actuaciones y en su video musical de la canción "German Love", dirigido por Rebecca Micciche.
En 2010, Starfucker anunciaron que firmarían con Polyvinyl Records, la liberación de un EP de dos canciones, y un álbum completo en la preparación de marzo de 2011.
Las muestras de conferencias a cargo de Alan Watts aparecen en las introducciones o finales de varias de sus canciones, incluyendo "Florida", "Isabella of Castille", "Medicine", "Pistol Pete", "Mystery Cloud", "Hungry Ghost" y "Quality Time "[cita requerida].
Su canción "Bury us Alive" fue ofrecido en la película de 2012 Crónica[cita requerida].
Su canción "Rawnald Gregory Erickson the Second" fue incluida en la serie de televisión "Weeds", en una escena en la que Andy y Audra se encuentran en una camioneta , así como su canción "Boy Toy" en el episodio final de la serie(el episodio 12 de la octava temporada). También aparece esta canción ("Rawnald Gregory Erickson the Second") en un episodio de la primera temporada de "The Black list". 
Su versión de Cyndi Lauper's "Girls Just Wanna Have Fun" del álbum "Jupiter" apareció en un anuncio de Juicy Couture, dirigida por Terry Richardson, protagonizada por Candice Swanepoel en 2012.
La canción "Millions", fuera del álbum "Reptilians", se tocó en la versión americana de la serie de televisión "Skins".
El 2 de agosto de 2011, la banda anunció a través de Facebook que Ryan Biornstad se retiraría de la banda.

## Discografía
Álbumes
- Starfucker (2008)
- Jupiter (2009)
- Reptilians (2011)
- Miracle Mile (2013)
- Being No One, Going Nowhere (2016)

EPs
- "Starfucker" (EP) (2007)
- "Burnin' Up" (2008)
- "Starfucker B-Sides" (2010)
- "Jupiter (Remastered)" (2011)

Sencillos
- "Julius" (2010)
- "Happy Fucking Holidays" (2010) (Realizado solo para "Soundcloud")
- "Dragon Queens" 7" Split w/ Champagne Champagne (2011)
- "The Wisdom of Insecurity" de "Japan 3-11-11: A Benefit Album" (2011)
- "While I'm Alive" (2012)
- "Golden Light" (2014) 12"
- "Astronaut" / "Little Lover" (2015) (Record Store Day lanzamiento limitado para 400 copias)
- "Never Ever" (2016)
- "Amiee" (2017)

Otros
- "Heavens Youth" (Reptilian Demos) 2011
- "Mixtape 1"